# Rachel Bailit
Rachel Bailit (* 20. Jahrhundert in Boston, Massachusetts) ist eine US-amerikanische Schauspielerin beim Film und Fernsehen und am Theater.

## Leben und Karriere
Noch während ihres Journalismusstudiums an der American University begann die in Boston im Bundesstaat Massachusetts geborene Rachel Bailit eine Karriere als Rundfunkjournalistin und berichtete für Fernsehsender in Boston, Washington, D.C. und New York. Sie arbeitete auf dem Capitol Hill und hatte die Gelegenheit, aus dem Weißen Haus zu berichten. Unter dem Titel Making The Difference inszenierte und produzierte sie einen Film über Freiwilligenarbeit für die Wiederwahlkampagne von Bill Clinton und Al Gore. Als Journalistin schrieb sie Beiträge für das InHollywood Magazine, The Los Angeles Independent und Vogue Insiders.
Nach einer Ausbildung als Schauspielerin am Lee Strasberg Institute in Los Angeles gab sie 1990 ihr Leinwanddebüt unter der Regie von Peter Israelson in der romantischen Komödie Atemloser Sommer mit C. Thomas Howell und Peter Horton in den Hauptrollen. 1996 spielte sie in Peter Turmans Filmdrama Without a Map die zweite weibliche Hauptrolle. Im Jahr 2000 sah man sie in einer kleinen Rolle in Ron Howards Komödie Der Grinch mit Jim Carrey. 2001 spielte sie unter der Regie von Henry Jaglom in der Filmproduktion Festival in Cannes im Ensemble um Anouk Aimée, Greta Scacchi, Maximilian Schell und Ron Silver. 2010 wurde sie für die weibliche Hauptrolle in Michael Konidaris Filmdrama The Empire Builders besetzt. 2022 spielte sie unter der Regie von Adam Christian Clark in dem Mystery Drama Diary of a Spy.
Im Fernsehen sah man Rachel Bailit seit 1990 in verschiedenen Fernsehfilmen und Episoden von Serien, darunter in Mord ist ihr Hobby, New York Cops – NYPD Blue, Desperate Housewives und eine wiederkehrende Rolle in der Fernsehserie The Vamps Next Door.
Neben ihren Engagements in Film und Fernsehen sah man sie in zahlreichen nationalen Werbekampagnen, unter anderem für McDonald’s, Arby’s, Dodge, US West und Heineken, darüber hinaus wurde sie als Model in GQ und im Flaunt Fashion Magazine vorgestellt.
Rachel Bailit ist Fakultätsmitglied am Lee Strasberg Theatre and Film Institute in LA. Sie unterrichtete über zehn Jahre Kinder und Jugendliche im Young Actors Program bei Lee Strasberg, ferner auch bei Boston Casting, Dreamworks Animation, Warner Animation Group und The Getty Museum.

## Auszeichnungen
- 2020: Ehrung mit dem FilmCon Award in der Kategorie Best Ensemble für den Kurzfilm Stay Sane zusammen mit Anton Kettunen, Natasha Clarke und Antoine Williams
- 2020: Ehrung mit dem Los Angeles Film Award in der Kategorie Best Ensemble für den Kurzfilm Stay Sane zusammen mit Anton Kettunen, Natasha Clarke und Antoine Williams
- 2020: Ehrung mit dem Vegas Movie Award in der Kategorie Best Ensemble für den Kurzfilm Stay Sane zusammen mit Anton Kettunen, Natasha Clarke und Antoine Williams

## Filmografie (Auswahl)

### Kino
- 1990: Atemloser Sommer (Side Out)
- 1996: Without a Map
- 2000: Der Grinch (How the Grinch Stole Christmas)
- 2001: Festival in Cannes
- 2010: The Empire Builders
- 2010: I’m Not Like That No More
- 2022: Diary of a Spy

### Fernsehen
- 1990: Grand (Fernsehserie, 1 Episode)
- 1994: Mord ist ihr Hobby (Fernsehserie, 1 Episode)
- 1995: The Secretary (Fernsehfilm)
- 2004: New York Cops – NYPD Blue (Fernsehserie, 1 Episode)
- 2007: Tim and Eric Awesome Show, Great Job! (Fernsehserie, 1 Episode)
- 2007: Desperate Housewives (Fernsehserie, 1 Episode)
- 2011: Jon Benjamin Has a Van (Fernsehserie, 1 Episode)
- 2011–2013: 3 Orbs of Light (Fernsehserie, 3 Episoden)
- 2011–2015: Diary of an Actress (Fernsehserie, 2 Episoden)
- 2011–2022: The Vamps Next Door (Fernsehserie, 14 Episoden)
- 2012: Conan (Late-Night-Show) (Fernsehserie, 1 Episode)

### Kurzfilme
- 2005: Dirtyglitter 1: Damien
- 2010: Cougar Hunting
- 2012: Otis
- 2020: Stay Sane
- 2020: The Shade